# توماس جي. لين
توماس جي. لين هو محامي وسياسي أمريكي، ولد في 6 يوليو 1898 في لورانس في الولايات المتحدة، وتوفي بنفس المكان في 14 يونيو 1994. نشط حزبياً في الحزب الديمقراطي. وقد انتخب عضو مجلس ولاية ماساتشوستس ‏ وانتخب عضو مجلس نواب ماساتشوستس ‏ وانتخب عضو مجلس النواب الأمريكي ‏.